# Botryobasidium latisporum
Botryobasidium latisporum är en svampart som först beskrevs av N. Maek., och fick sitt nu gällande namn av G. Langer 1994. Botryobasidium latisporum ingår i släktet Botryobasidium och familjen Botryobasidiaceae.   Inga underarter finns listade i Catalogue of Life.